# Pietro Lando
Pietro Lando (ok. 1462 – 9 listopada 1545) – doża Wenecji od 19 stycznia 1539 do 11 listopada 1545.

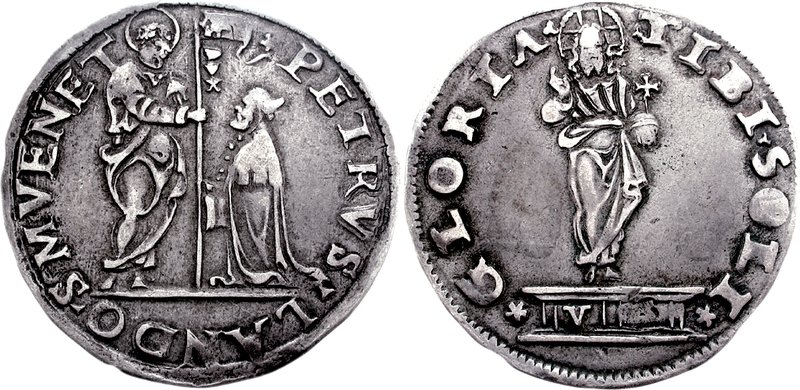
Doża i św. Marek